# Anna Karenina (filme de 1997)
Anna Karenina é um filme estadunidense de 1997 do gênero drama/romance/tragédia, dirigido e co-produzido por Bernard Rose e com roteiro baseado no romance de Leo Tolstoy.

## Sinopse
É baseado no romance de Leo Tolstoy, conta a história de Anna Karenina e Alexei Vronsky, sendo ambientado na Rússia, no fim do século XIX. 

## Elenco
- Sophie Marceau : Anna Karenina
- Sean Bean : Vronsky
- Alfred Molina : Lévine
- Mia Kirshner : Kitty
- James Fox : Karénine
- Fiona Shaw : Lydia
- Danny Huston : Stiva
- Phyllida Law : Vronskaya
- David Schofield : Nikolai
- Jennifer Hall : Betsy
- Petr Shelokhonov : Kapitonich
- Valerie Braddell : Esposa do Embaixador

## Recepção
No agregador de críticas Rotten Tomatoes, na pontuação onde a equipe do site categoriza as opiniões da grande mídia e da mídia independente apenas como positivas ou negativas, tem um índice de aprovação de 26% calculado com base em 19 comentários dos críticos. Por comparação, com as mesmas opiniões sendo calculadas usando uma média aritmética ponderada, a nota alcançada é 4,7/10.